# Гудані
Гудані (груз. გუდანი) — село в Грузії.
За даними перепису населення 2014 року в селі проживає 22 осіб.